# Acacia neurocarpa
Acacia neurocarpa — вид квіткових рослин з родини бобових. Ареал: Австралія (Північна територія, Західна Австралія, Квінсленд).

## Середовище
Вид часто можна знайти вздовж ефемерних водотоків, що ростуть на піщаних або суглинистих ґрунтах як частина прибережних лісів або відкритих лісових угруповань, як правило, включаючи види Melaleuca.

## Біоморфологічна характеристика
Прямовисне іноді веретеноподібне дерево або кущ зазвичай досягає висоти від 2 до 8 метрів. Він має міцні та помітно кутасті гілочки та має сріблясто-жилуваті нові пагони. Вічнозелені сіро-зелені філодії мають косо вузькоеліптичну форму, зазвичай вони мають довжину від 12 до 25 см і ширину від 3 до 5,5 см з нерівною основою і трьома помітними жилками на кожній грані. Цвіте з червня по жовтень, утворюючи жовті квітки. Прості суцвіття прості й виглядають як циліндричні квіткові колоси завдовжки від 4 до 7 см, укомплектовані квітками золотистого кольору. Підголі стручки щільно і нерівномірно скручені. Стручки мають ширину від 3 до 4 мм і зелені, коли молоді, але коричневі з віком. Глянцеве коричневе або чорне насіння всередині має довгасту форму й довжину від 3 до 5 мм.